# ダンチク
ダンチク（葮竹、暖竹、学名:Arundo donax）は、暖地の海岸近くに生育するイネ科の多年草。ヨシタケとも呼ばれる。
ヨシに似ているがはるかに大型で、高さは2-4メートルになり、茎も太くて竹のようになる。地下茎は短く横に這い、大きな株立ちになる。葉は幅広い線形で、先端は細く伸びる。花序はヨシのものに似て、茎の先端から夏-秋に出る。
旧世界の亜熱帯を中心に分布し、日本の関東南部以西、中国南部、東南アジア、インド、地中海沿岸にある。
世界の侵略的外来種ワースト100に選定されている。

## 変異
花序が紫色を帯びるものをムラサキダンチク(A. donax L. var. barbigera (Honda) Ohwi)と言い、包頴に毛があることでも区別されると言われる。また、タカサゴダンチク(タカサゴチク　A. donax L. var. coleotricha Hack.)　は、沖縄以南にあり、若い葉鞘部に毛が密生することで区別される。

## 利用
茎は二酸化ケイ素を含み、頑丈かつ柔軟性に富むため、オーボエやクラリネットなどの木管楽器のリード部分の素材となるほか、釣竿や杖を作る際にも使用された。古代エジプトでは、死人の埋葬の際ダンチクの葉で死体を蔽う慣習があった。斑入りの品種（西洋ダンチク・フイリダンチク）もあり、庭園に植える。
紀伊半島ではサバのなれ鮨を作る際、それを包むのに使われ香気を添える。そのほか、古くから防風林的に畑などの周辺に植栽した例や、護岸に利用した例などが知られており、地域の生活に密着した植物であったと見られる。
近年では、バイオ燃料の原料として注目され、研究の対象になっている。

## 化学
研究は、本種にトリプタミン系化合物が豊富であることを発見しており、アメリカ産のものよりもインド産のものから発見されており、またインドでは様々な目的で用いられる。ブフォテニンや、グラミンのような、毒素もまた発見された。
茎を除去した乾燥根茎は、0.0057%のDMT、0.026%のブフォテニン、0.0023%の5-MeO-MMTを含有する。花にもDMTや5-MeO-NMTが含まれる。